# Краснов, Борис Аркадьевич
Бори́с Арка́дьевич Красно́в (фамилия при рождении — Ро́йтер; 22 января 1961, Киев — 7 сентября 2021, Москва) — российский художник-сценограф, дизайнер, продюсер.
Лауреат Государственной премии УССР имени Т. Г. Шевченко (1987), лауреат Премии города Москвы в области литературы и искусства (1996), восьмикратный лауреат Национальной премии «Овация» (1994—1996), обладатель Гран-при «Золотая астролябия» фестиваля телевизионных фильмов (1989), член Союза театральных деятелей России и др.

## Биография
Родился 22 января 1961 года в Киеве в еврейской семье. Отец — Аркадий Александрович Ройтер (род. 1930), начальник отдела капитального строительства предприятия «Электронмаш» в Киеве. Мать — Ната Борисовна Ройтер (урождённая Милявская, род. 1931), член Союза художников СССР, работала главным художником-модельером на трикотажной фабрике «Киянка». В годы войны родители были в эвакуации в Казахстане и Перми. Его родственники, жившие под Могилёвом-Подольским, спаслись, а дед во время оккупации Киева погиб в Бабьем Яру.
Супруга — Евгения Краснова, много лет проработала моделью у Вячеслава Зайцева. Дочь Дарина (род. 1995), окончила МГИМО, основатель благотворительного фонда «Дари надежду». Сын Даниил (род. 1999) член совета этого фонда.
В 1978 году окончил среднюю школу № 80 и Художественную школу имени Т. Шевченко.
В 1979 году поступил на театрально-декорационный факультет Киевского Государственного Художественного института. Учитель — театральный художник Даниил Лидер, народный художник УССР, Лауреат Государственный премии СССР. К окончанию института в 1985 году в активе Бориса Ройтера было уже 18 спектаклей.
В 1980 году работал над первым спектаклем — «Ромео и Джульетта» в Киевском театре пантомимы. После выхода «Ромео и Джульетты» сначала взял псевдоним, а затем официально сменил фамилию (Краснов — дословный перевод фамилии Ройтер).
1985 год — первый совместный спектакль с режиссёром Государственного академического русского драматического театра имени Л. Украинки Б. Эриным — пьеса В. Розова «Вечно живые» (сцена института КИТИС). Поступил в Театр имени Леси Украинки на должность исполняющего обязанности главного художника и художника по костюмам. Работал над пьесой А. Дударева «Рядовые» (режиссёр — Б. Эрин, художник-постановщик — Народный художник СССР, И. Сумбаташвили).
В 1987 году получил Государственную премию Украины имени Т. Г. Шевченко за оформление спектакля «Так победим» М. Шатрова в театре юного зрителя города Запорожья.
В 1987—1989 годах стажировался в Московском театре им. Ленинского комсомола по направлению Министерства культуры Украины, обучался во Всесоюзном институте повышения квалификации работников культуры СССР на факультете художников драматических театров и ТЮЗов.
Стал главным художником в только что созданном Московском театрально-концертном объединении «Ленком» под руководством Александра Абдулова.
В 1989—1993 годах работал над оформлением Московского международного кинофестиваля, первой церемонией вручения призов Российской киноакадемии «Ника», конкурса «Миссис Америка» в МХАТе, стенда «Русская музыка» для музыкального семинара в Нью-Йорке и показа мод Валентина Юдашкина. Начал сотрудничать с Аллой Пугачёвой («Рождественские встречи»).
В 1992 году создал компанию «Краснов дизайн». Среди её проектов — оформление декораций фестиваля «Юрмала», конкурса «Утренняя звезда», «Рождественских встреч» Аллы Пугачёвой, игр Высшей лиги КВН, авторской программы «Кумиры» Валентины Пимановой. Оформлял первый всемирный фестиваль-конкурс циркового искусства «Золотой медведь» на Красной площади в Москве, церемонию открытия 6-го чемпионата мира по лёгкой атлетике на Центральном стадионе «Коломармарос» (Афины).
С 2000 года — художник-постановщик Государственного Кремлёвского дворца.
В мае 2002 года был режиссёром мюзикла «42-я улица», англоязычная версия которого была впервые сыграна в Москве с американскими актёрами театра «Метрополитен-Опера».
В 2004 году стал художественным руководителем созданного в Москве зала торжеств «Форум-холл».
В июне 2007 года был избран почётным членом Академии Российской академии художеств.
В 2010 году стал художественным руководителем, автором концепции и основной идеи оформления павильона России на Всемирной универсальной выставке «ЭКСПО-2010», получившего серебряный приз за полное раскрытие темы ЭКСПО: «Лучше город — лучше жизнь». По результатам Международного форума выставочных дизайнеров в г. Шэньчжэнь Краснов вошёл в список шести лучших выставочных дизайнеров мира.

### Уголовное преследование
В августе 2011 года Краснов был задержан правоохранительными органами по подозрению в вымогательстве и попытке рейдерского захвата фирмы, специализирующейся на организации выставок. В сентябре Краснов был госпитализирован с подозрением на инсульт и перенёс сложную операцию на головном мозге. Краснов был освобождён из-под стражи под залог в 5 млн рублей и перевезён в один из госпиталей Швейцарии. На протяжении нескольких лет Краснов восстанавливался в европейских клиниках. В 2015 году правоохранительные органы прекратили уголовное преследование в его отношении в связи с отсутствием состава преступления. Краснов продолжал деятельность сценографа и театрального постановщика, вёл страницу в Instagram.

### Болезнь и смерть
29 апреля 2021 года из-за осложнений после COVID-19 у Краснова случился повторный инсульт. В августе появилась информация о параличе правой стороны тела и поражении мозга на 85 %. Краснов был перевезён из реанимации в хоспис; по словам медиков, шансов на выздоровление у него не было.
Ночью 7 сентября 2021 года Краснов скончался в Москве на 61-м году жизни. Церемония прощания прошла 9 сентября в Большом похоронном зале «Троекурово». Похоронен на Троекуровском кладбище.

## Достижения
За время своей творческой деятельности Борис Краснов осуществил более 3500 проектов — концерты, телевизионные программы, престижные конкурсы, фестивали, презентации, торжественные церемонии и прочее.
Сотрудничал практически со всеми ведущими артистами российской эстрады: Людмилой Гурченко, Аллой Пугачёвой, Валерием Леонтьевым, Филиппом Киркоровым, Иосифом Кобзоном, Львом Лещенко, Лаймой Вайкуле, Ларисой Долиной, Ириной Аллегровой, Александром Малининым, Ириной Шведовой, Игорем Демариным, Валерием Меладзе, Александром Розенбаумом и многими другими.
Среди зарубежных звёзд-партнёров — такие популярные исполнители, как: Элтон Джон (Elton John), Эрос Рамаццотти (Eros Ramazzotti), Сара Брайтман (Sara Brightman), Крис Норман (Chris Norman), Аль Бано (Al Bano), группы «Gipsy Kings» и «Deep Purple», «Modern Talking», «Abba» и др.
Занимался оформлением спектаклей ведущих театров России, в их числе: МХТ им. А. П. Чехова, Академический театр «Московская оперетта», театр кабаре «Летучая мышь», «Новая опера», театр Сатиры, театр «Школа современной пьесы» и др.

### Некоторые проекты
- 167 спектаклей в ведущих театрах бывшего СССР (1980 — первый спектакль «Ромео и Джульетта» в Киеве).
- Фильм-концерт Людмилы Гурченко «Люблю».
- «Рождественские встречи Аллы Пугачёвой» (1991, 1992, 1993, 1997, 2001, 2009).
- Музыкальный фестиваль «Юрмала 92»
- Концерт Майи Плисецкой и «звёзд» русского балета «Прямо из Большого», Сити центр. США, Нью-Йорк, 1996.
- Супер-шоу Валерия Леонтьева «По дороге в Голливуд». Москва, ГЦКЗ «Россия», март 1996 г.
- Церемония открытия 6-го чемпионата мира по лёгкой атлетике. Греция, Афины, 1997.
- возвращение мощей преподобного нила каменского в каменск шахтинский гала концерт 1997.
- «Живая легенда Рэй Чарльз в Москве», юбилейный концерт в честь 70-летия. Россия, Москва, 2000.
- Шоу Валерия Леонтьева «Безымянная планета». Москва, ГЦКЗ «Россия», апрель 2001 г.
- Мюзикл «42nd street», 2002.
- 1-й Международный форум памяти Освенцима «Let my people live» в Кракове (2005) и 2-й Международный форум памяти Babi Iar в Киеве (2006).
- 10-й Петербургский Международный Экономический Форум, 2006.
- Презентация проекта «Сочи — 2014» в рамках 11-го Петербургского Международного Экономического Форума. Санкт-Петербург, Лондон, Гватемала (2007).
- Международное спортивное шоу «Сочи — Время побед», 2007.
- 8-й Международный музыкальный фестиваль «9 миллиардов тонн нефти». Россия, Ханты-Мансийск, 2008.
- Торжественные мероприятия, посвящённые 450-летию Астрахани. Россия, 2008.
- «День города Астаны». Казахстан, 2009.
- Юбилейное шоу Аллы Пугачёвой «Сны о любви». Россия, 2009.
- Торжественные мероприятия, посвящённые 150-летию Владивостока. Россия, 2010.
- Всемирная универсальная выставка «ЭКСПО-2010» в Шанхае. КНР, 2010.
- Российская национальная выставка в Париже. Франция, 2010.
- Стенд КСК на международной инвестиционной выставке «MIPIM-2011» в Каннах. ГРАН-ПРИ. Франция, 2011.
- Торжественный вечер, посвящённый 70-летию трагедии Бабьего Яра. Украина, Киев, 2011.
- Супер-шоу Филиппа Киркорова «ДруGoy» в Кремлёвском дворце. Россия, 2011.
- Юбилейные мероприятия, посвященные 170-летию Сбербанка России. Россия, Москва, 2011.
- Торжественный вечер в честь 20-летия Федерации Футбола Украины. Украина, Киев, 2011.
- Церемонии открытия и закрытия Летней Универсиады в Казани, 2013.

### Премии и награды
- Лауреат Государственной премии УССР имени Т. Г. Шевченко за сценографию к спектаклю Михаила Шатрова «Так победим!» (1987).
- Обладатель Гран-При на международной инвестиционной выставке «MIPIM-2011» в Каннах. Франция (2011).
- Обладатель серебряного приза за павильон России на Всемирной универсальной выставке «ЭКСПО-2010» в Шанхае. КНР (2010).
- Обладатель гран-при фестиваля телевизионных фильмов «Золотая астролябия» за работу над фильмом «Московские мелодии» (г. Монтре, Швейцария, 1989).
- Восьмикратный лауреат Российской национальной премии «Овация» в области зрелищ и популярной музыки в номинациях: («Лучший художник-постановщик»; «Лучшее шоу на концертных площадках страны»; «Лучшая сценографическая фирма года»; «Лучший художник-постановщик» (за художественное оформление Первого Всемирного Фестиваля циркового искусства «Золотой медведь»); «Лучший режиссёр-сценограф»).
- Многократный лауреат премии «Лица года» в номинации «Дизайнер года» (1995, 1997, 2000 гг).
- Победитель российского конкурса «Менеджер года» в номинации «Культура» (1998).
- Лауреат Премии города Москвы в области литературы и искусства за оформление спектакля для детей «Али-Баба и сорок разбойников» в Государственном Академическом театре им. Е. Вахтангова.
- Лауреат премии «Деловые люди» в номинации «Шоу и бизнес» (2004).
- Лауреат Национальной профессиональной премии в области шоу-технологий «SHOWTEX AWARDS 2005».
- Обладатель специального приза «SHOWTEX 2006».
- Орден «Звезда Отечества» (2020).
- Орден Великой княгини Елизаветы Фёдоровны 1-й степени (2020).

### Членство в профессиональных сообществах
- Член Высшей Академической Комиссии Национальной премии «Овация» в области зрелищ и популярной музыки.
- Лауреат международного конкурса «Пилар» (2006).
- Почетный член Российской Академии Художеств (2007).
- Член Союза театральных деятелей России (1979).
- Член Международного союза деятелей эстрады.
- Член Ассоциации театральных художников.
- Член Союза дизайнеров России.
- Член попечительского совета благотворительного фонда «Дари надежду».